# Wandsbek
Wandsbek (en baix alemany Wandsbeek) és un nucli del bezirk i seu administrativa de Wandsbek a la ciutat estat d‘Hamburg a Alemanya. A la fi de 2010 tenia 33.056 habitants a una superfície d'11,6 km².

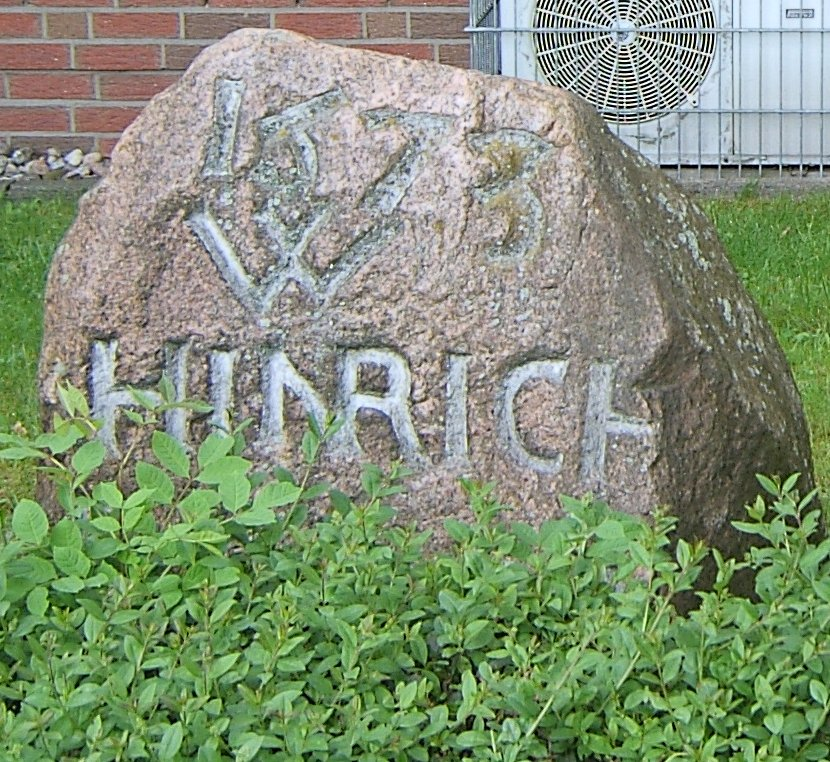
Fita de 1573 entre Wandsbek i Eilbek, feta d'un bloc erràtic

El primer esment escrit Wandesbeke data del 1296. Tal com per al riu Wandse a la vall del qual el nucli va créixer, l'etimologia del nom és incerta. Una primera teoria parla d'una arrel eslau que voldria dir serpent gras, una segon invoca un patronímic rierol d'en Wanto, una tercera, més probable explica el nom com wand (frontera), com que el riu fa de frontera entre els nuclis de Wandsbek i Eilbek. Segons Anke Meyer, aquesta darrera teoria és la més probable.

## Història

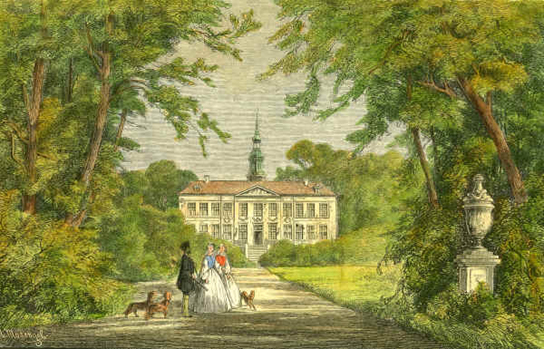
Castell i parc de Wandsbek el 1850

Una primera masia prop de l'actual Schloßstrasse (carrer del Castell) va esmentar-se en un acte de la casa dels Schauenburg del segle xviii. El 1460 Holstein i doncs Wandsbek entrà al si de la corona danesa després del tractat de Ribe, negociat per Cristià I de Dinamarca. El 1524 el feu esdevé una senyoria. El 1564, l'hamburguès Adam Tratziger (1523-1564) que tenia la penyora va vendre el poble a Enric Rantzau, un noble i stadhouder del rei de Dinamarca. Rantzau va fer construir un primer molí al Wandse (del qual només queda el pantà) el que va contribuir al desenvolupament econòmic. Va derrocar la masia i construir el castell Wandesburg, a una illa artificial de fossats desviats del Wandse.(Per a un dibuix de reconstrucció, vegeu:) de 1614 a 1641 Cristià IV va ser senyor de Wandsbek. Durant el seu govern, va atorgar drets al jueus de crear una comunitat i un cementiri jueu. El 1645, el negociant hamburguès Albert Balthasar comprà el poble i va eixamplar-lo en conquerir els nuclis de Hinschenfelde i Tonndorf.
El 1762, el comerçant Enric Carles de Schimmelmann, que va fer la seva fortuna amb el negoci d'esclaus, va adquirir la finca. Schimmelmann va transformar el poble rural en centre industrial, en aprofitar de la situació idònia a les portes de la ciutat d'Hamburg: molins, fàbriques de cervesa, tallers. Uns 1500 obrers treballaven als tallers de blanqueig del cotó. Construï el seu casal al carrer major, la Schloßstraße. El 1807, els seus hereus van vendre la part nord al rei Cristià VII i tenir la part sud amb el castell (més o menys l'actual barri de Marienthal). Johann Carstenn, un especulador immobiliari va comprar la part sud el 1857 i el 1861 va decidir de derrocar el castell intacte, per tal de poder urbanitzar-lo i crear un barri de vil·les.
La industrialització va continuar i el 1856 el municipi ja tenia 5.010 habitants. El 1864, després de la Guerra dels Ducats la vila de Wandsbek esdevé territori prussià. El 1865, Wandsbek va obtenir una estació de ferrocarril a la línia Hamburg-Lübeck. La urbanització va continuar i el municipi va obtenir l'estatut de ciutat sense districte i esdevenir la seu administrativa del districte de Stormarn. El 1906, el burgmestre de Wandsbek, junts amb el seu col·lega d'Àltona van demanar la fusió amb Hamburg per a una primera vegada; aquesta fusió va realitzar-se el 1937 amb la proclamació de la llei de l'àrea metropolitana d'Hamburg sota el règim nazi. El 1943, durant l'operació Gomorra, les forces aliades van destruir quasi tota la ciutat de Wandsbek.

## Llocs d'interès

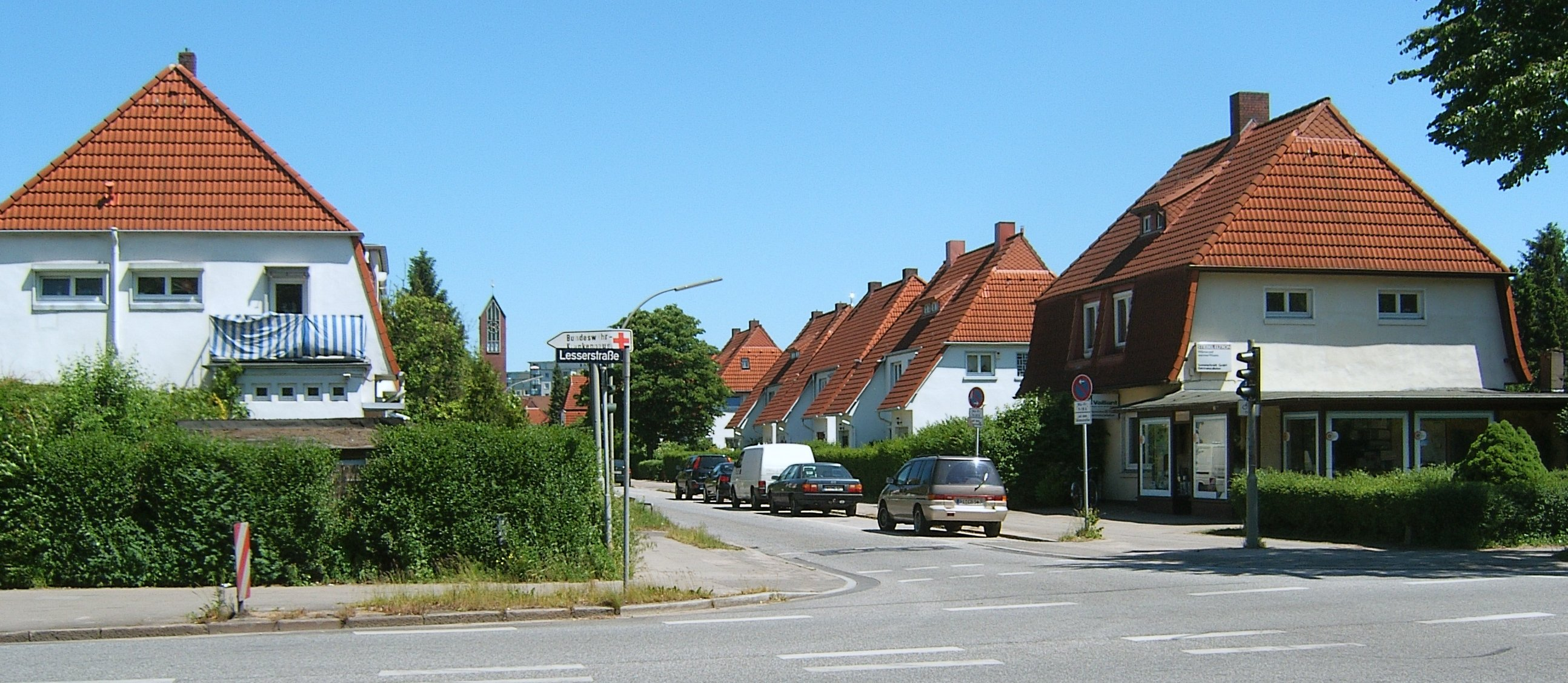
La ciutat-jardí
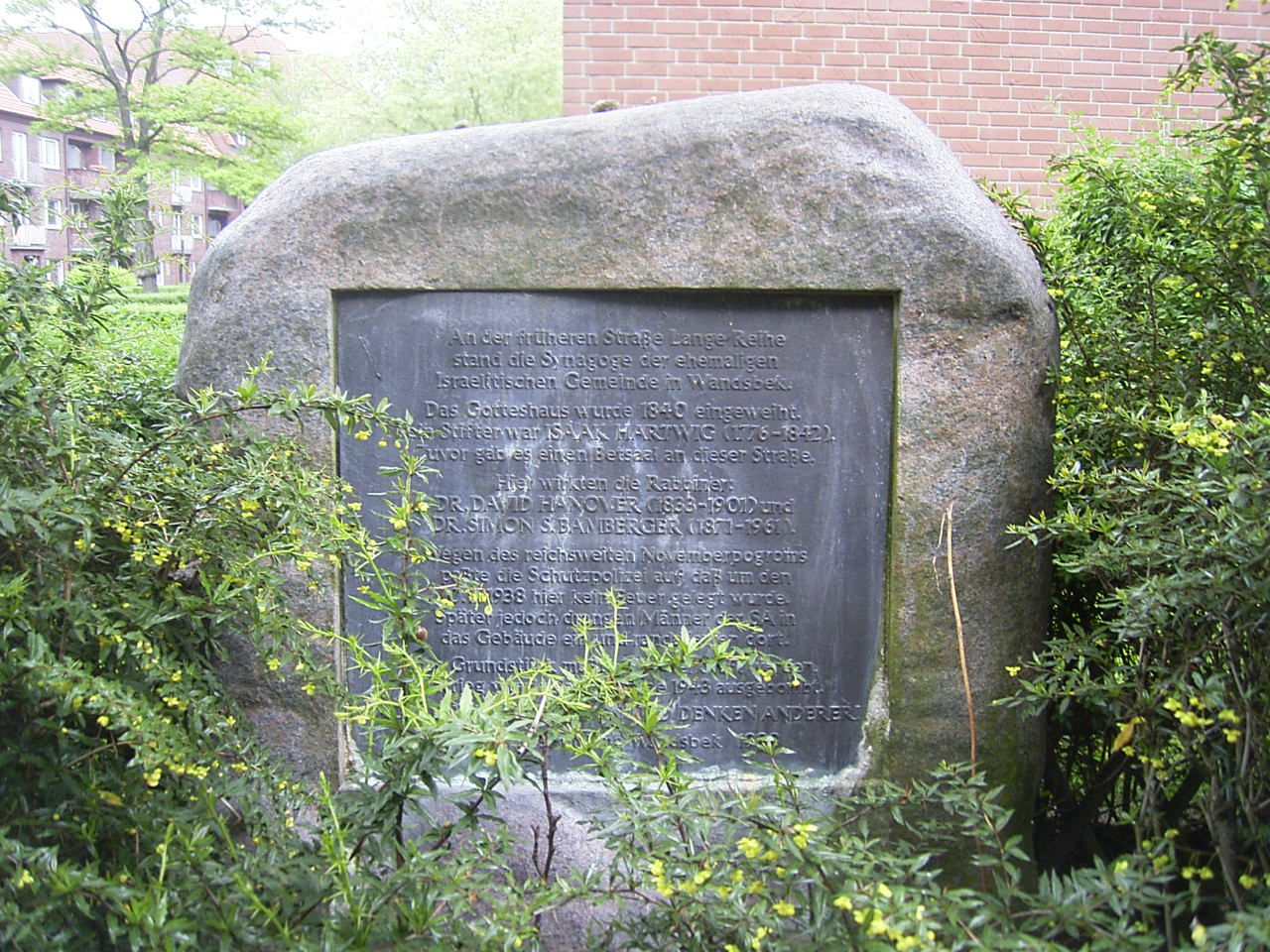
Taula commemorativa de la destrucció de la sinagoga del carrer Dotzauerstraße sota la dictatura nazi
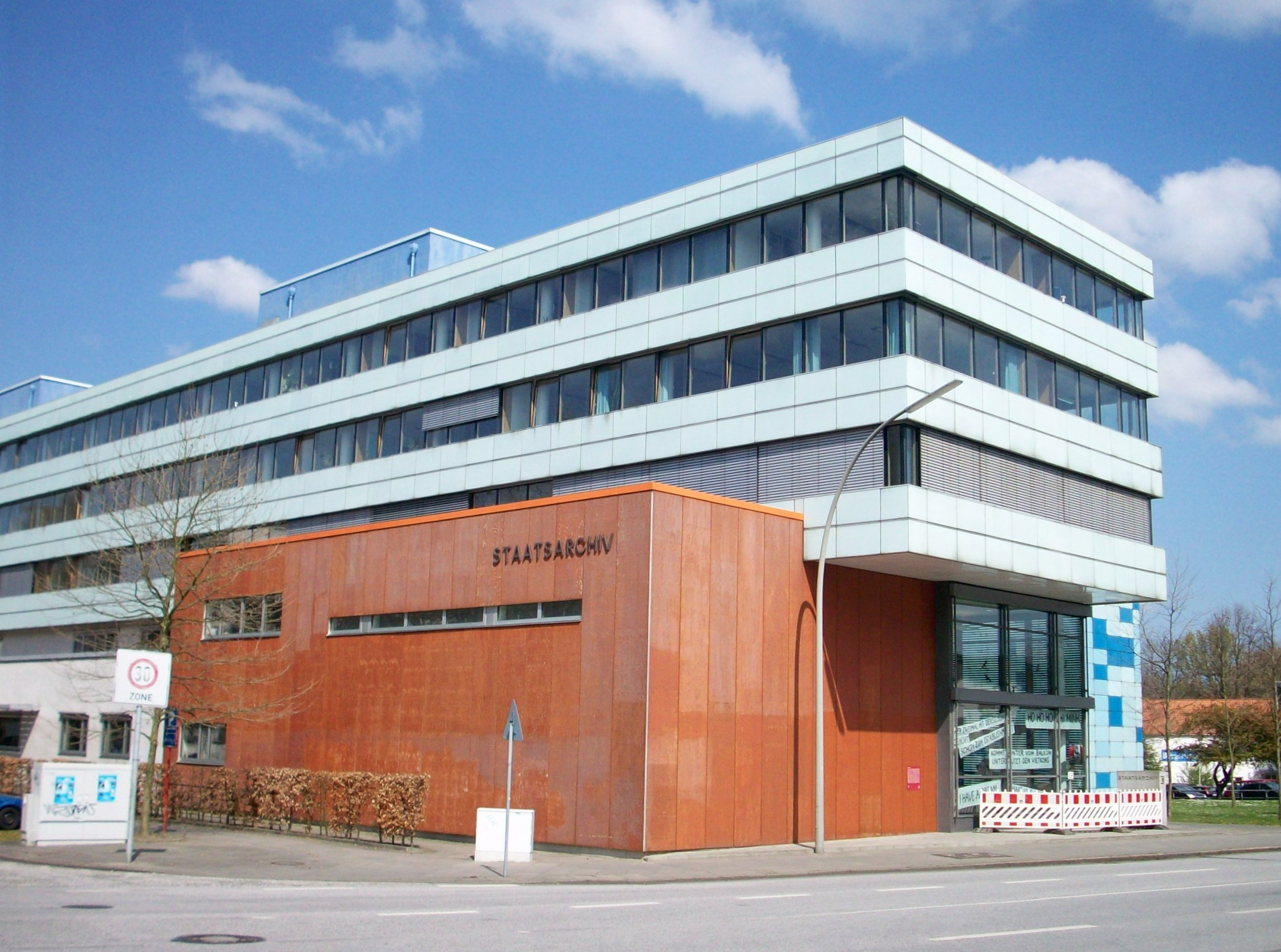
Arxiu de l'estat d'Hamburg
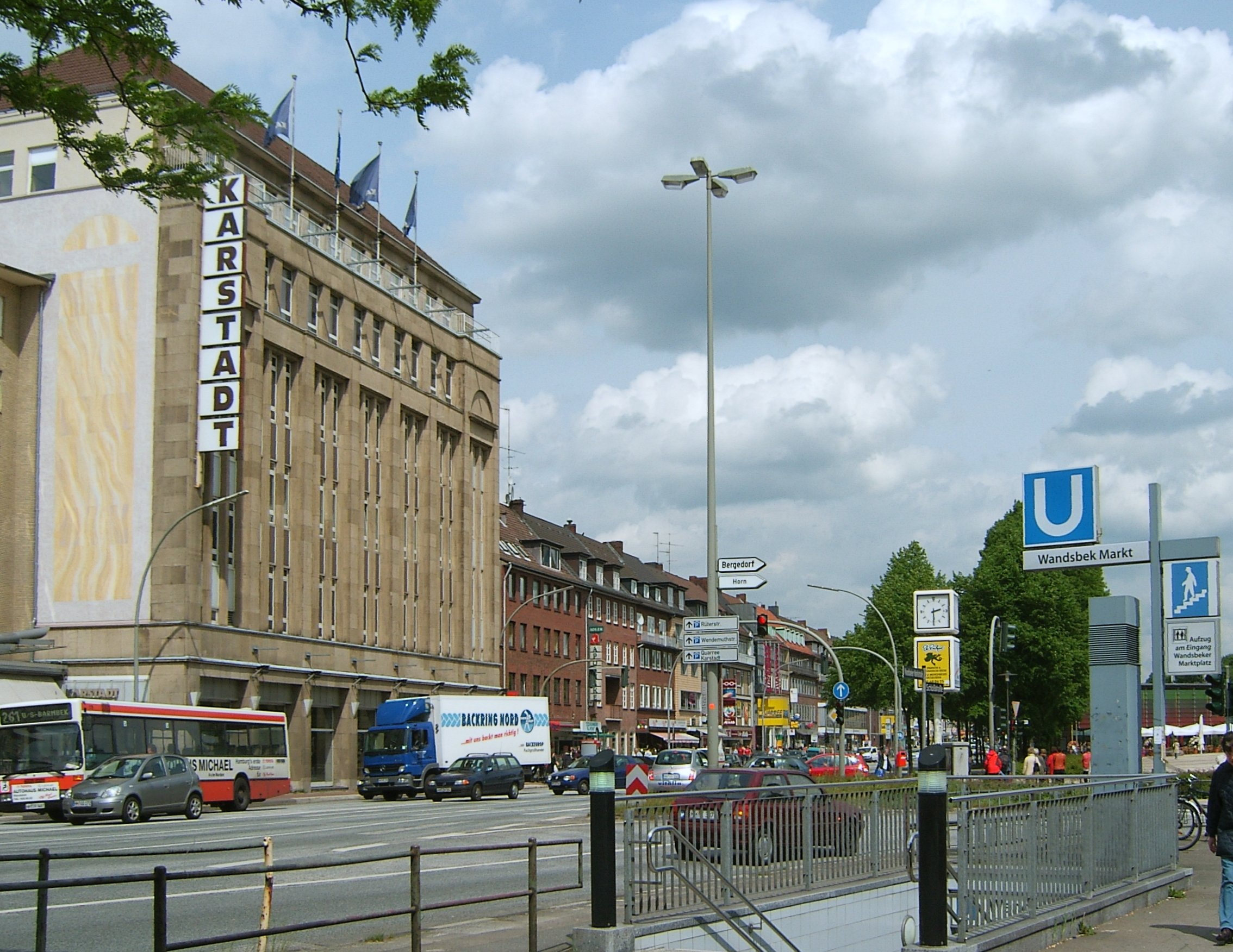
Entrada de l'estació «Wandsbeker Markt» de la U1
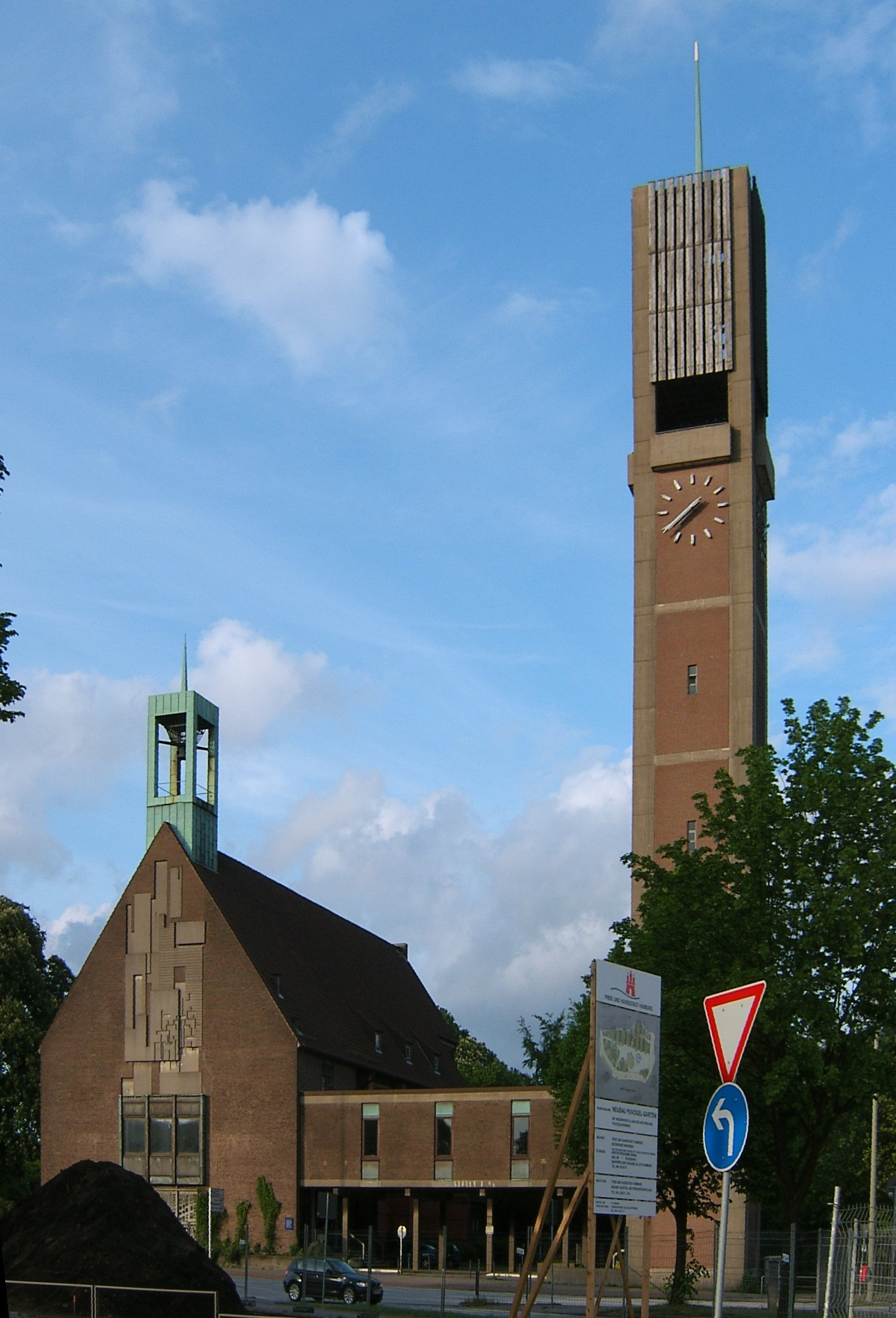
Església de Crist a la plaça Major Wandsbeker Marktplatz

- La casa del districte Stormarnhaus
- La casa Neuerburg, una primera construcció d'entramat d'acer de l'arquitecte Fritz Höger
- El sender i el parc Eichtalpark al marge del Wandse
- L'arxiu de l'estat d'Hamburg

## Persones de Wandsbek
- Senyor Enric Rantzau (1526–1598), stadhouder de Holstein, humanista
- Tycho Brahe (segle XVI), astrónom,
- Comte Enric Carles de Schimmelmann (1724–1782), senyor, negociant d'esclaus, tresorer danès
- Matthias Claudius (1740–1815), poeta
- Adolph Johann von Elm (1857–1916) Fundador de cooperatives i d'una mmútua obrera, sindicalista
- Erich Raeder (1876–1960), Gran Almirall i comandant suprem de la Kriegsmarine, condemnat a perpetuïtat als judicis de Nuremberg
- Friedrich Adolph Traun (1876–1908), atleta
- Eva Habermann (1976), actriu
- Jasmin Wagner (Blümchen) (1980), cantant